# Acentroscelus versicolor
Acentroscelus versicolor is een spinnensoort uit de familie van de krabspinnen (Thomisidae).
De wetenschappelijke naam van de soort werd in 1942 gepubliceerd door Benedicto Abílio Monteiro Soares.